# Walter Bulik
Walter Bulik (* 17. September 1933; † 2007) war ein deutscher Fußballspieler.

## Werdegang
Der gelernte Schlosser begann seine Karriere als rechter Außenstürmer beim VfB 03 Bielefeld und debütierte im Jahre 1951 in der ersten Mannschaft. Mit dem VfB stieg er 1952 ohne Einsatz aus der II. Division in die Landesliga Westfalen ab. Drei Jahre später wurden die Bielefelder Vizewestfalenmeister hinter Eintracht Gelsenkirchen und kehrten in die II. Division zurück. Bulik verließ jedoch den VfB und wechselte in die Oberliga Nord zum VfL Osnabrück. Deren Trainer Hellmut Meidt funktionierte Bulik zum Abwehrspieler um, der an der Bremer Brücke zum Publikumsliebling avancierte.
Bulik absolvierte für die Osnabrücker 224 Oberligaspiele und erzielte dabei sechs Tore. 1963 wurde die Bundesliga gegründet, die der VfL jedoch verpasste. In den folgenden Jahren spielte Bulik mit den Osnabrückern in der zweitklassigen Regionalliga Nord und wurde 1969 Meister. In der Aufstiegsrunde scheiterte der VfL jedoch an Rot-Weiss Essen. Bulik beendete daraufhin seine Karriere. Mit 355 Meisterschaftseinsätzen war er bis 2003 Rekordspieler des Vereins, ehe er von Uwe Brunn überflügelt wurde.
Nach seiner Karriere arbeitete er im Stahlbauunternehmen des damaligen VfL-Präsidenten Friedel Schwarze und trainierte verschiedene unterklassige Amateurvereine.